# Héctor Yánover
Héctor Yánover (Alta Gracia, Córdoba, 3 de diciembre de 1929 - Buenos Aires, 8 de octubre de 2003) fue un escritor y librero argentino. 

## Carrera
Apenas terminó el servicio militar, se radicó en Buenos Aires y su primer trabajo fue en una librería de la avenida Corrientes. Fue autor de los libros de poesía Hacia principios del hombre (1951), Elegía y gloria (1958, con el que obtuvo la Faja de Honor de la SADE), Arras para otra boda, Las iniciales del amor, Sigo andando y Otros poemas. Publicó también una novela de carácter autobiográfico, Las estaciones de Antonio, y el libro Raúl González Tuñón. Su obra más popular fue Memorias de un librero (1994). 
Desde la porteña librería Norte fue un faro para sus clientes, ya que poseía una asombrosa memoria bibliográfica. El local, ubicado en la Avenida Las Heras y Azcuénaga (desde 1967 a la actualidad), siempre fue un punto de encuentro para lectores y escritores.
En 1967, junto a Jorge Aráoz Badi y Samuel Grabois, creó el sello discográfico AMB, que editó una importante colección de discos de vinilo con grabaciones de escritores leyendo sus propios textos. Quedaron grabadas las voces de los siguientes autores: Jorge Luis Borges, Julio Cortázar, Pablo Neruda, Raúl Gonzalez Tuñón, Ernesto Sabato, José Pedroni, Manuel Mujica Lainez, Leopoldo Marechal, Gabriel García Márquez, César Tiempo, Silvina Bullrich, León Felipe, Francisco Luis Bernárdez, Florencio Escardó, Oliverio Girondo, Beatriz Guido, Paul Eluard, Louis Aragon, Gila y José María Rosa, entre otros. En 2002 se reeditaron algunas de estas grabaciones.
Tras exiliarse en España, se desempeñó como director de Bibliotecas Municipales (desde 1989 a 1990), del Fondo Nacional de las Artes y de la Biblioteca Nacional (1994 a 1997).
En 1999 creó y condujo un programa de televisión por cable, llamado La librería en casa.
Falleció en Buenos Aires en octubre de 2003 y fue velado en la Biblioteca Nacional.

## Obras
- Hacia principios del hombre (1951)
- Secuencia de la paloma de la paz (1954)
- Elegía y gloria (1958)
- Las iniciales del amor (1960)
- Raúl González Tuñón (1962)
- Arras para otra boda (1964)
- Las estaciones de Antonio (1972)
- Antología poética (1973)
- Sigo andando (1982)
- Otros poemas (1989)
- Memorias de un librero (1994)

## Premios
- Faja de Honor de la SADE por Elegía y gloria.